# Kwame Nkrumah

Sovjetiskt frimärke från 1989 med Kwame Nkrumah som motiv.

Kwame Nkrumah, född 21 september 1909 i Nkroful, Guldkusten, död 27 april 1972 i Bukarest, Rumänien, var en ghanansk politiker, regeringschef och senare statschef för det självständiga Ghana. Nkrumah var en av de som starkast bidrog till att den brittiska kolonin Guldkusten blev självständig 1957, och han blev som en av grundarna av Organisationen för afrikansk enhet en framträdande representant för panafrikanismen. Han var även en av de mest välkända ledarna för kampen för den afrikanska kontinentens avkolonisering.
Nkrumah stödde en socialistisk utvecklingsmodell för Ghana, med alliansfrihet gentemot de båda supermakterna. Han var drivande för demokratiseringen av landet under brittiskt kolonialstyre men efter självständigheten lät han införa både enpartisystem och personkult och störtades till slut i en militärkupp år 1966.

## Uppväxt och utbildning
Nkrumah föddes som Francis Nwia-Kofi Ngonloma år 1909 i byn Nkroful i den brittiska kolonin Guldkusten. 1925–1935 studerade han bland annat på en katolsk skola i Accra för att bli lärare och sparade samtidigt pengar för att kunna resa till USA och där fortsätta sin utbildning. 1935 reste han till London för att få sitt amerikanska visum och fick då höra nyheten om det fascistiska Italiens erövring av Abessinien vilket blev grogrunden för Nkrumahs politiska engagemang. Samma år reste han vidare till USA där han 1942 tog en masterexamen i pedagogik och motsvarande examen i filosofi 1943 vid University of Pennsylvania. Nkrumah reste 1945 till London med avsikten att studera vid London School of Economics men efter att ha sammanträffat med George Padmore blev han i stället inblandad i organiserandet av den sjätte Panafrikanska kongressen i Manchester. Detta blev inledningen till hans livslånga kamp mot alla former av kolonialism och han kom att spela en mycket aktiv roll i debatten om Afrikas avkolonisering.

## Vägen mot självständighet
Hösten 1947 erbjöds Nkrumah jobbet som generalsekreterare för självständighetspartiet United Gold Coast Convention (UGCC) under Joseph Boakye Danquah. Nkrumah accepterade erbjudanden och återvände till Guldkusten i december 1947 där han började agera för avskaffandet av det brittiska kolonialstyret. I februari och mars 1948 urartade protester mot ökade levnadskostnader i kravaller i Accra och andra städer efter att polisen hade skjutit 68 demonstranter. Nkrumah och flera andra av UGCC:s ledare häktades efter en massarrestering på order av kolonialmyndigheterna, men släpptes i april månad. Under en månad i fängelset radikaliserades Nkrumah påtagligt i sin ställning mot kolonialstyret och reste runt i landet för att under slagordet "Självstyre nu!" propagera för ökad autonomi för Guldkusten. Han hamnade i konflikt med sitt partis ledarskap över sina idéer om en panafrikansk socialistisk federation och radikalism. I juni 1949 bildade han ett nytt parti, Convention People's Party för att bättre kunna föra fram sina krav. Britterna erbjöd sig i september samma år att införa begränsad rösträtt till de rikare afrikanerna och de traditionella hövdingarna samt gradvis övergång till självstyre, ett förslag som stöddes av hövdingarna och UGCC:s ledarskap. Nkrumah anklagade sitt gamla parti för kollaboration med kolonialmakten och krävde mot slutet av året allmän och lika rösträtt för alla medborgare, ett krav som kolonialmakten omedelbart avfärdade. 1 januari 1950 lanserade Nkrumahs parti CPP en kampanj kallad Positive Action som gick ut på att i samarbete med bland annat kakaoodlare, ungdomsaktivister och fackföreningar organisera strejker, bojkotter av brittiska varor, massdemonstrationer och på annat sätt använda sig av civil olydnad. Kolonialmyndigheterna svarade med undantagstillstånd, armén tog kontroll över huvudstaden och Convention People's Party utsattes för massarresteringar. Kwame Nkrumah dömdes till tre års fängelse för uppvigling men det folkliga stödet för honom bara fortsatte att öka.

### Valseger och tiden som regeringschef
Britterna tvingades i februari 1951 låta val hållas till Guldkustens lagstiftande församling under en ny författning som innebar väsentligt utökad rösträtt. Detta ledde till att Convention People's Party vann överlägset, det fick 34 av 38 mandat, och medan Nkrumah fortfarande satt i fängelse valdes han alltså till parlamentet. Han frigavs snart därefter och ombads av den brittiske guvernören Charles Arden-Clarke att leda en övergångsregering fram till kolonins självständighet. Nkrumah accepterade anbudet och året därpå, 1952, utsågs han till kolonins första premiärminister. Han började genast sätta igång med att utforma en utvecklingspolitik som skulle garantera landets totala oberoende från kolonialmakten, som fortsatte att kontrollera stora delar av kolonins politik helt oberoende av den folkvalda församlingen. Den folkvalda församlingen var samtidigt under markant påverkan av de traditionella hövdingarna, som inte stödde Nkrumahs program för radikal modernisering. Först 1954 infördes en författning som gav allmän och lika rösträtt till alla medborgare i fria och demokratiska val, ett steg tillbaka för den brittiska splittringspolitiken som gynnades av hövdingarnas maktposition.
År 1954 ökade kakaopriset på världsmarknaden från 150 pund till 450 pund per ton, vilket skulle ha inbringat stora vinster för landets odlare, men istället tog staten hela vinsten i form av särskilda skatter för att finansiera kostsamma utvecklingsprojekt. Detta vände den viktiga samhällsgrupp som kakaoodlarna var mot premiärministern. Nkrumahs socialistiska utvecklingspolitik byggde på en stark centralmakt vilket även resulterade i att regionala oppositionspartier bildades som krävde autonomi för vissa etniska grupper.
1956 hölls ytterligare ett parlamentsval där britterna lovade att om självständighetsförespråkarna skulle erhålla en majoritet i den lagstiftande församlingen skulle man också ge Guldkusten full självständighet. CPP med Kwame Nkrumah i spetsen vann med stor marginal egen majoritet.

## Självständighet och presidentskap
Samväldesriket Ghana förklarades självständigt 6 mars 1957 och Nkrumah valdes till premiärminister med Elisabet II av Storbritannien och Nordirland som ceremoniell statschef för landet. Samma år förbjöds även alla "separatistiska" partier vilket slog ut de större oppositionspartierna då dessa hade regionala och etniska plattformar. 1960 avskaffades monarkin i Ghana och presidentval hölls där Kwame Nkrumah vann överlägset och upptog det nyskapade presidentämbetet. Kort därefter började en panafrikansk, socialistisk statsideologi ta form och ett statligt institut grundades för att förankra ideologin hos befolkningen. Nkrumah var den afrikanske ledare som starkast drev frågan om ett "Afrikas förenta stater".

### Utvecklingspolitik
Nkrumah företrädde en marxistisk grundsyn på världsekonomin och ansåg att socialismen var det bästa sättet att gradvis undanröja kolonialismens kvardröjande negativa effekter på inte bara Ghana utan hela Afrika. Han lät investera stort på att snabbt öka landets tillväxt och garantera frihet från de koloniala handelsmönster som gjorde landet fortsatt beroende av handeln med Storbritannien. Skogsindustri, fiske, boskapsuppfödning samt utvinning av guld och bauxit ökade och exporten av kakao, Ghanas huvudsakliga exportvara, fördubblades. Byggandet av Akosombodammen vid floden Volta ledde till markant ökad elproduktion i landet. Staten finansierade byskolor för att förbättra utbildningen hos befolkningen och kostnadsfri skolgång och sjukvård introducerades. För att kunna bekosta landets snabba modernisering tvingades Nkrumahs administration ta stora lån i utlandet, och Ghana skuldsattes då till de makter Nkrumah ville frigöra landet från.

### Auktoritärt styre
Redan 1958 hade Nkrumah infört lagen Preventive Detention Act som gav premiärministern makt att beordra frihetsberövandet av personer utan rättegång i upp till fem år. Lagen ändrades 1959 och 1962 och användes i stor utsträckning till att tysta politiska motståndare till regeringen. Oppositionen, inte minst de traditionella hövdingarna, ansågs konspirera med västerländska kolonialintressen vilket var ett hinder för den afrikanska kontinentens frigörelse och framtida politiska enande. Hela folket behövde stå bakom honom om Ghana skulle kunna industrialiseras så fort som möjligt och uppnå frihet från neokoloniala hot, menade Nkrumah. 1961 blev det tydligt för såväl det styrande Convention People's Party som oppositionen att kostnaderna för utvecklingsprojekten hade skenat iväg då en krisbudget offentliggjordes, med krav på nedskärningar och skattehöjningar. Kritiken mot presidenten ökade men efter ett mordförsök 1962 lät han rensa ut alla kritiska röster i det egna partiet. 1964 fick han befogenheter att på begäran byta ut domare, vilket i praktiken underordnade rättsväsendet presidenten. Samma år blev Ghana officiellt en enpartistat och Kwame Nkrumah utsågs till president på livstid. 1965 hölls ett nytt parlamentsval där CPP vann 100 % av rösterna.

## Militärkuppen 1966
På grund av den krisande ekonomin och Nkrumahs allt mer auktoritära tendenser växte motståndet mot den åldrande frihetskämpen. I februari 1966, när presidenten var på statsbesök i Kina, genomförde en grupp officerare så en militärkupp. Kuppmakarna menade att Nkrumahs styre var korrumperat, odemokratiskt och riskerade leda till att Ghanas armé i framtiden kunde sättas in i andra afrikanska länder för att bekämpa kolonialism. Trots att militärjuntan menade att kuppen var nationalistisk i grunden resulterade den i att landets etniska och regionala splittring, vilken förtryckts under Nkrumahs styre, på nytt visade sig.
Nkrumah själv menade i boken Dark Days in Ghana 1969 att det var CIA som låg bakom kuppen. Han återvände aldrig till Ghana utan erbjöds asyl i Guinea av sin gamle vän Ahmed Sékou Touré och bodde där resten av sitt liv. Han avled 1972 under ett besök i Rumänien dit han rest för att få läkarvård och begravdes i sin hemstad Nkroful, men kvarlevorna flyttades senare till ett minnesmärke i Accra.